# Petros Nazarbegijan
Petros Nazarbegijan (Պետրոս Նազարբեգեան; pers. پطروس نظربگیان; ur. 6 maja 1927 w Teheranie, zm. 13 listopada 2015 w Kalifornii) – irański bokser (olimpijczyk), trener bokserski.
Mistrz Iranu w boksie. Wystartował w wadze lekkiej na Letnich Igrzyskach Olimpijskich 1952. W pierwszej fazie zawodów miał wolny los, a w pojedynku o ćwierćfinał przegrał decyzją sędziów z Finem Erkkim Pakkanenem (późniejszym brązowym medalistą tych zawodów). 
Przed igrzyskami wystąpił w dwóch pojedynkach meczu międzypaństwowego RFN–Iran. Obydwa wygrał.
Był trenerem Teherańskiego Klubu Boksu Tajskiego, a w latach 1954–1963 trenerem narodowej kadry bokserskiej (w tym m.in. na Igrzyskach Azjatyckich 1958 i Letnich Igrzyskach Olimpijskich 1960).